# Servicios Logísticos Ferroviarios S. A.
Servicios Logísticos Ferroviarios, abreviado como SELF,  es una empresa y operadora ferroviaria de Uruguay. 

## Creación
Fue creada por el Artículo 206 de la Ley N° 17.930 y por el decreto reglamentario N.º473/11. Fue inaugurada el 22 de julio de 2013, siete años después de su creación, bajo la presidencia de Jose Mujica. Finalmente el 1º de julio de 2015 comenzó a dar cumplimiento de los servicios de carga.

## Accionistas
Sus accionistas son la Administración de Ferrocarriles del Estado con el 51 %  y la Corporación Nacional para el Desarrollo con el  49 %.

## Flota
| Modelo        | Fabricante       | Numeración                                                                | Unidades |
| ------------- | ---------------- | ------------------------------------------------------------------------- | -------- |
| C18-7i        | General Electric | 2001/2010                                                                 | 10       |
| BB56          | Alsthom          | 802, 806, 809, 810, 811, 812, 813, 814, 816, 817, 818, 819, 820, 822, 824 | 15       |
| 112TON (1500) | GE/ALCO          | 1506, 1519, 1530 y 1545                                                   | 4        |
| 44TON         | General Electric | 409                                                                       | 1        |
| 25TON         | General Electric | 202 y 203                                                                 | 2        |